# Palazzo Pazzi dell'Accademia Colombaria
Il Palazzo Pazzi dell'Accademia Colombaria, palazzo Pazzi-Vitali, è un edificio storico del centro di Firenze, situato in borgo degli Albizi 28. Appartenne alla famiglia dei Pazzi e fu sede dell'Accademia Colombaria negli anni Trenta del Settecento, dalla quale deriva il nome.
Il palazzo appare nell'elenco redatto nel 1901 dalla Direzione Generale delle Antichità e Belle Arti, quale edificio monumentale da considerare patrimonio artistico nazionale, ed è sottoposto a vincolo architettonico dal secondo decennio del Novecento.

## Storia

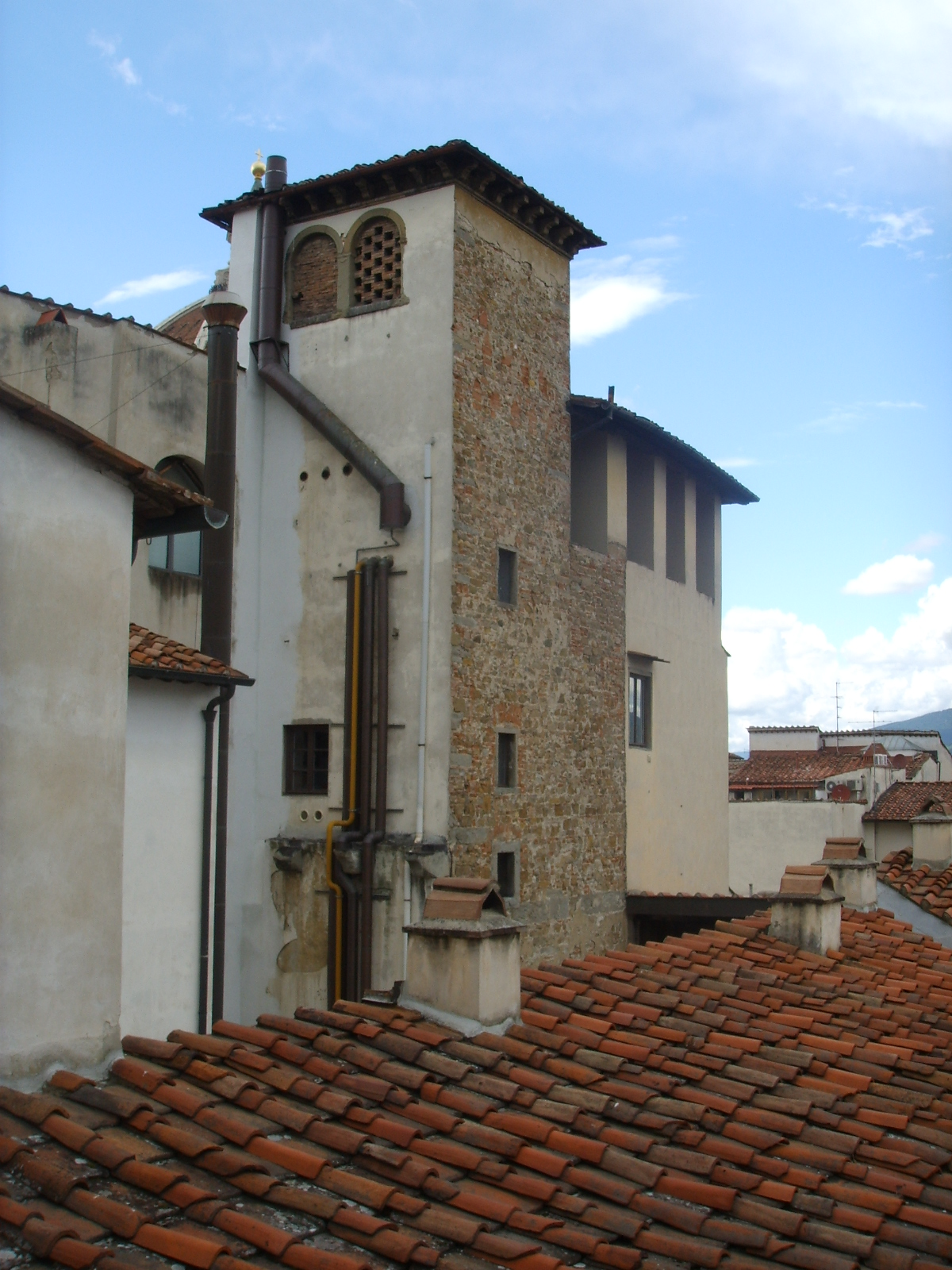
Il torrino-"colombaia" dove si riuniva anticamente l'Accademia Colombaria

Il palazzo sorge su alcune case già di proprietà degli Infangati e quindi dei Da Lautiano, acquistate nel 1476 da Guglielmo e Giovanni de' Pazzi. Confiscate a seguito della congiura ordita ai danni dei Medici da parte di alcuni membri della famiglia (come anche il palazzo Pazzi della Congiura in via del Proconsolo 10), passò di proprietà ai Gherardini della Rosa, dai quali lo riscattarono, oramai dimenticati gli anni delle condanne e dell'esilio, gli stessi Pazzi, circa un secolo dopo, che lo ammodernarono conferendogli le forme attuali. Tale intervento (che Walther Limburger assegna verosimilmente al 1592) è tradizionalmente ricondotto a un progetto di Bartolomeo Ammannati o comunque all'opera di un suo stretto seguace. 
Successivamente l'edificio divenne noto per essere stato la prima sede della Colombaria, l'accademia costituita nel 1735 da Giovanni Girolamo de' Pazzi che originariamente teneva le proprie sedute nella parte alta della fabbrica, fatta a guisa di torretta colombaia (non visibile dalla strada). 
Ai primi dell'Ottocento la proprietà, sempre mantenuta dai membri della famiglia Pazzi, passò all'imprenditore svizzero Wital (il cui cognome venne presto italianizzato in Vital e quindi in Vitali), che tra il 1830 e il 1840 circa promosse imponenti interventi di trasformazione e accrescimento, in parte per adeguare gli ambienti principali al gusto e alle esigenze del tempo, in parte per destinare alcune porzioni della proprietà alla locazione. In questo periodo gli originari tre piani passarono a quattro con l'inserimento di un nuovo piano tra il primo e il secondo, ottenuto con l'apertura di una nuova serie di finestre sul fronte e il conseguente spostamento delle quote d'imposta dei solai. 
Altri lavori, databili alla seconda metà dell'Ottocento (quando la proprietà era passata ai Reishammer), portarono ad ampliamenti nella parte tergale, saturando questa volta gli spazi verdi esistenti, in parallelo all'intervento di edificazione del grande edificio della Banca d'Italia sorto su altri orti e giardini già proprietà dei Pazzi. 
Così profondamente trasformato il palazzo conobbe un periodo di declino tra la fine dell'Ottocento e i primi del secolo successivo, tanto che un intervento di restauro alla facciata dovette essere intimato dal Comune nel 1908 per motivi di pubblica incolumità, vista la ripetuta caduta di elementi lapidei e intonaci. Ulteriormente danneggiato dall'alluvione del 1966 l'edificio fu finalmente restaurato sulla base di un complesso progetto elaborato dall'architetto Luciano Capecchi, tra il 1978 e il 1982, con demolizione di parte delle superfetazioni. 
Attualmente l'edificio è occupato da vari uffici dell'Università degli Studi di Firenze e, al piano terreno, ospita una sezione del Museo di Storia Naturale (con ingresso dall'attiguo palazzo Nonfinito in via del Proconsolo 12). 

## Descrizione

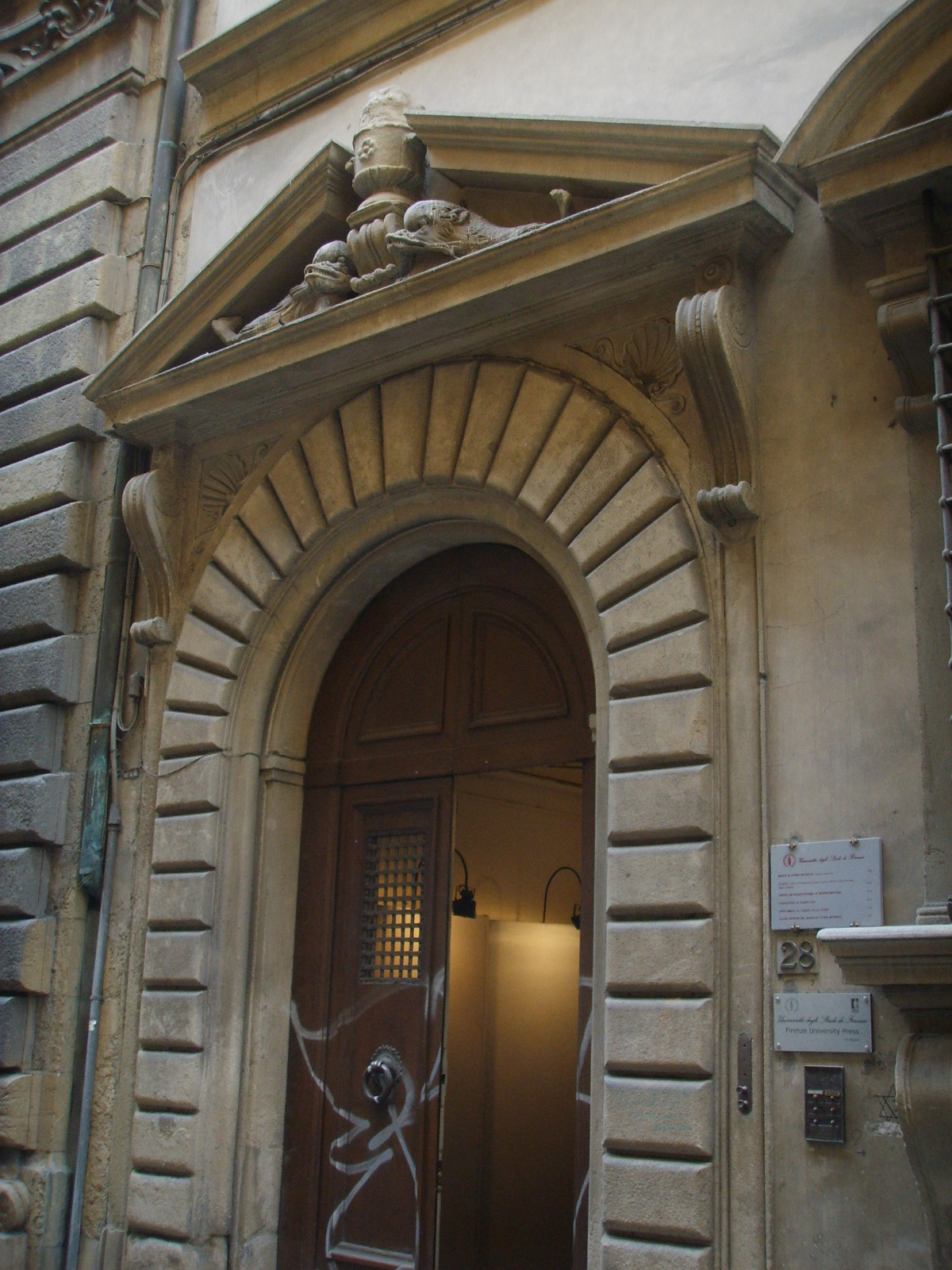
Il portale

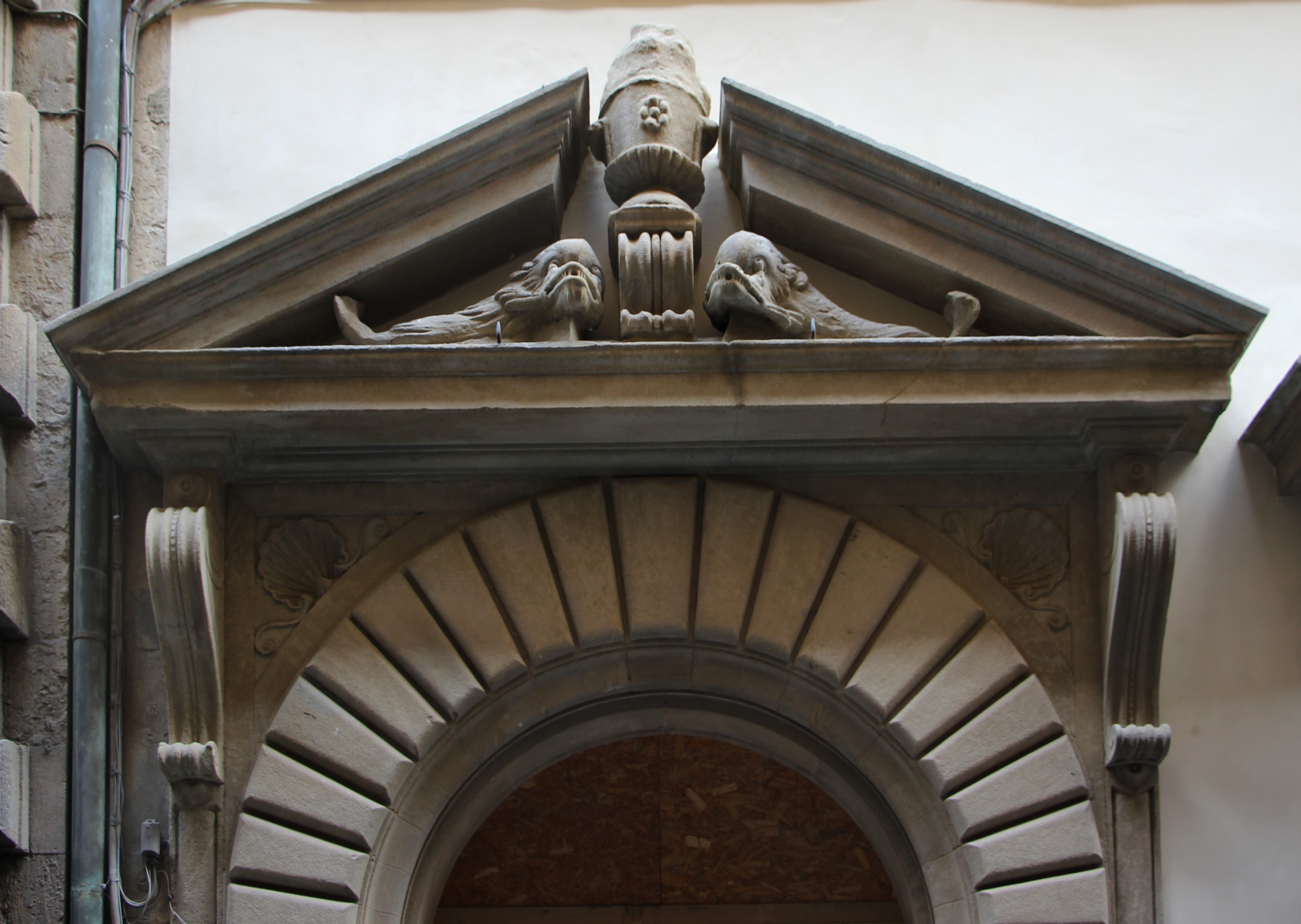
Delfini araldici nel timpano del portale

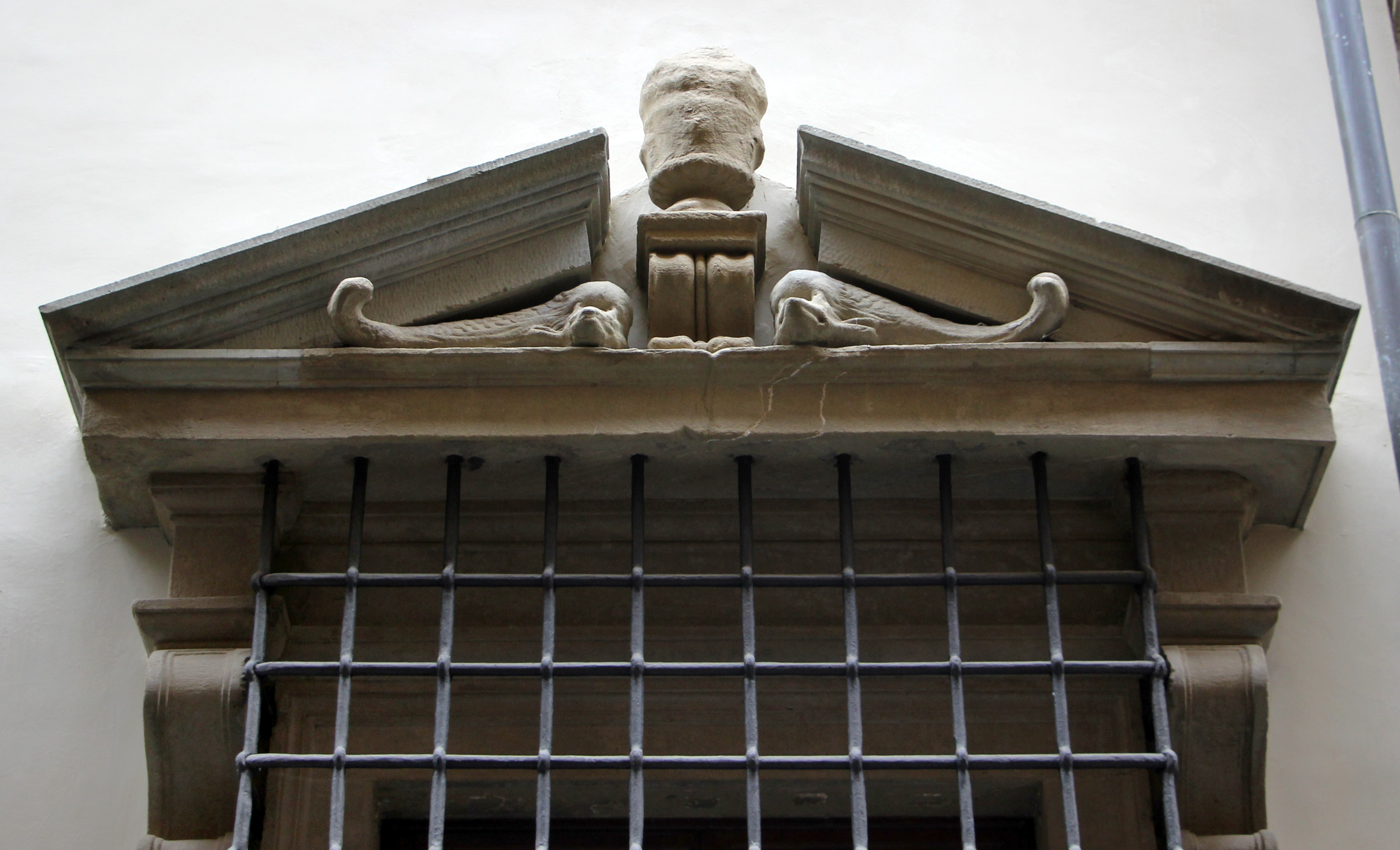
elfini araldici nel timpano della fiunestra

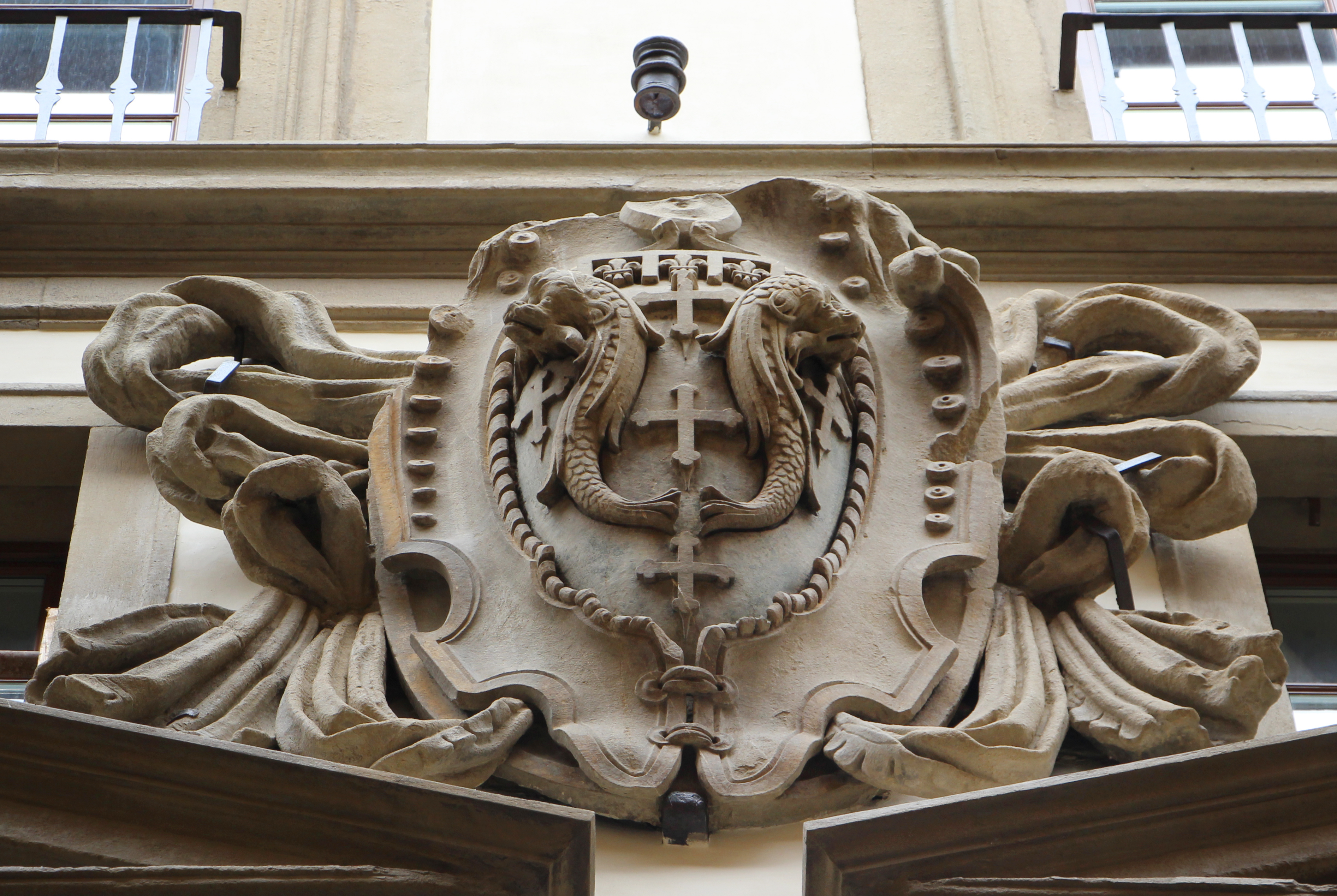
Stemma Pazzi

La facciata appare particolarmente movimentata, pur nella relativa limitazione dell'ampiezza, con molte aperture di finestre che, nella letteratura, sono spesso segnalate con note ingiustamente negative (ma si ricordi quanto detto circa gli interventi ottocenteschi), perché affollerebbero eccessivamente lo spazio.
Al piano terra si trova il portale e tre finestre inginocchiate, con i timpani che ricorrono simmetricamente come triangolari (sulla porta e all'estremità destra) e curvilinei (al centro). Altre la cornice marcapiano si trovano altre quattro finestre con una forte incorniciature e timpani alternatri in maniera opposta a quelli del livello inferiore; seguono le aperture rettangolari del mezzanino ottocentesco, e altre quattro finestre col timpano spezzato in cui è inserito il vaso infuocato. 
Oltre all'elaborato scudo posto al centro e recante l'arme della famiglia Pazzi (d'azzurro, a due delfini d'oro guizzanti in palo addossati, posti in mezzo a cinque crocette fioronate), il vaso dal quale esce una fiamma inserito nel timpano spezzato della porta d'ingresso (sempre affiancato da due delfini guizzanti) e delle finestre all'ultimo piano allude al fuoco sacro scaturito dalle tre pietre del Santo Sepolcro che Pazzino de' Pazzi avrebbe portato a Firenze dalla Terrasanta, dando origine alla cerimonia dello 'scoppio del carro'.